# Michael Weber
Pour les articles homonymes, voir Weber.
Michael Weber, dit Mike, (né le 16 décembre 1987 à Pittsburgh en Pennsylvanie aux États-Unis) est un ancien joueur américain de hockey sur glace professionnel qui est actuellement entraîneur-assistant des Americans de Rochester.

## Biographie

### Carrière de joueur
Michael Weber est repêché en 2e ronde, 57e au total par les Sabres de Buffalo au repêchage d'entrée de 2006. Il passe professionnel en 2007-2008 dans la Ligue américaine de hockey avec les Pirates de Portland.
Le 23 février 2016, les Sabres l'échangent aux Capitals de Washington en retour d'un choix de 3e ronde au repêchage 2017. Le 27 décembre 2017, Weber annonce officiellement sa retraite, évoquant une blessure au genou.

### Carrière d'entraîneur
Le 31 janvier 2018, les Spitfires de Windsor, l'équipe junior de Weber, annoncent qu'il a été engagé en tant qu'entraîneur-assisant. Il passe deux saisons avec les Spitfires avant de démissionner le 17 septembre 2020 pour obtenir le poste d'entraîneur-assistant avec les Americans de Rochester, club-ferme des Sabres de Buffalo dans la Ligue américaine de hockey,.

## Trophées et honneurs personnels
- Ligue américaine de hockey
  - 2009-2010 : sélectionné pour le Match des étoiles avec l'équipe planète/États-Unis.

## Statistiques

### En club
| Saison     | Équipe                 | Ligue      |     | Saison régulière | Saison régulière | Saison régulière | Saison régulière | Saison régulière |   | Séries éliminatoires | Séries éliminatoires | Séries éliminatoires | Séries éliminatoires | Séries éliminatoires |
| Saison     | Équipe                 | Ligue      | PJ  | B                | A                | Pts              | Pun              | PJ               | B | A                    | Pts                  | Pun                  |                      |                      |
| 2003-2004  | Spitfires de Windsor   | LHO        | 65  | 0                | 2                | 2                | 49               | -                | - | -                    | -                    | -                    |                      |                      |
| 2004-2005  | Spitfires de Windsor   | LHO        | 68  | 2                | 6                | 8                | 132              | 11               | 0 | 1                    | 1                    | 18                   |                      |                      |
| 2005-2006  | Spitfires de Windsor   | LHO        | 68  | 5                | 21               | 26               | 181              | 7                | 0 | 0                    | 0                    | 12                   |                      |                      |
| 2006-2007  | Spitfires de Windsor   | LHO        | 30  | 3                | 16               | 19               | 86               | -                | - | -                    | -                    | -                    |                      |                      |
| 2006-2007  | Colts de Barrie        | LHO        | 30  | 3                | 12               | 15               | 86               | 7                | 0 | 6                    | 6                    | 10                   |                      |                      |
| 2007-2008  | Americans de Rochester | LAH        | 59  | 1                | 13               | 14               | 178              | -                | - | -                    | -                    | -                    |                      |                      |
| 2007-2008  | Sabres de Buffalo      | LNH        | 16  | 0                | 3                | 3                | 14               | -                | - | -                    | -                    | -                    |                      |                      |
| 2008-2009  | Pirates de Portland    | LAH        | 42  | 1                | 7                | 8                | 94               | -                | - | -                    | -                    | -                    |                      |                      |
| 2008-2009  | Sabres de Buffalo      | LNH        | 7   | 0                | 0                | 0                | 19               | -                | - | -                    | -                    | -                    |                      |                      |
| 2009-2010  | Pirates de Portland    | LNH        | 80  | 5                | 16               | 21               | 153              | 4                | 1 | 0                    | 1                    | 14                   |                      |                      |
| 2010-2011  | Sabres de Buffalo      | LNH        | 58  | 4                | 13               | 17               | 69               | 7                | 0 | 1                    | 1                    | 6                    |                      |                      |
| 2011-2012  | Sabres de Buffalo      | LNH        | 51  | 1                | 4                | 5                | 64               | -                | - | -                    | -                    | -                    |                      |                      |
| 2012-2013  | Lørenskog IK           | GET Ligaen | 5   | 1                | 5                | 6                | 10               | -                | - | -                    | -                    | -                    |                      |                      |
| 2012-2013  | Sabres de Buffalo      | LNH        | 42  | 1                | 6                | 7                | 70               | -                | - | -                    | -                    | -                    |                      |                      |
| 2013-2014  | Sabres de Buffalo      | LNH        | 68  | 1                | 8                | 9                | 73               | -                | - | -                    | -                    | -                    |                      |                      |
| 2014-2015  | Sabres de Buffalo      | LNH        | 64  | 1                | 6                | 7                | 68               | -                | - | -                    | -                    | -                    |                      |                      |
| 2015-2016  | Sabres de Buffalo      | LNH        | 35  | 1                | 4                | 5                | 32               | -                | - | -                    | -                    | -                    |                      |                      |
| 2015-2016  | Capitals de Washington | LNH        | 10  | 0                | 0                | 0                | 28               | 2                | 0 | 0                    | 0                    | 0                    |                      |                      |
| 2016-2017  | Wild de l'Iowa         | LAH        | 56  | 1                | 7                | 8                | 92               | -                | - | -                    | -                    | -                    |                      |                      |
| 2017-2018  | Frölunda HC            | SHL        | 10  | 0                | 3                | 3                | 12               | -                | - | -                    | -                    | -                    |                      |                      |
| Totaux LNH | Totaux LNH             | Totaux LNH | 351 | 9                | 44               | 53               | 437              | 9                | 0 | 1                    | 1                    | 6                    |                      |                      |